# Xian de Mianning
Le xian de Mianning (冕宁县 ; pinyin : Miǎnníng Xiàn) est un district administratif de la province du Sichuan en Chine. Il est placé sous la juridiction de la préfecture autonome yi de Liangshan.

## Démographie
La population du district était de 308 062 habitants en 1999.